# Arvid Hörnell
Arvid Hörnell, född 4 februari 1853 i Umeå, död 13 augusti 1885 i Skellefteå, var en svensk jurist och kommunalman. Han var Skellefteås första borgmästare och innehade ämbetet från 1879 till sin död 1885.
En gata i Skellefteå, Hörnellgatan, är uppkallad efter honom.

## Biografi
Hörnell var son till löjtnanten och kommissionslantmätaren Anders Reinhold Hörnell och Hedvig Berghmark. Efter studentexamen i Umeå 1872 studerade han vid Uppsala universitet, där han avlade hovrättsexamen 1876 och lantmäteriexamen 1877. Han var då ensam i Sverige om att ha båda examina.
Efter att ha meriterat sig vid häradsrätten i Örnsköldsvik under assessor Åkerblom, valdes han 1878 till borgmästare i den nybildade staden Skellefteå. Han var då Sveriges yngste borgmästare.

## Insatser som borgmästare
Hörnell tillträdde som borgmästare 1879. Under sin tid i ämbetet visade han stort engagemang i stadens uppbyggnad. Hans juridiska och lantmäteritekniska kunskaper var särskilt användbara vid genomförandet av laga skiftet i Norrböle by, där Skellefteå etablerades.
Han innehade flera offentliga uppdrag: ordförande i byggnadsstyrelsen och hälsovårdsnämnden, syssloman för Skellefteå flottningsförening (1881–1885), ombudsman för Sjömanshuset och ledamot av Västerbottens läns landsting från 1884.
Som jurist anlitades han i flera uppmärksammade rättsfall, bland annat ett testamentstvistemål 1883 där han framgångsrikt företrädde arvingar i en process om ett ogiltigförklarat testamente.

## Sjukdom och död
Hörnell avled i lungsjukdom den 13 augusti 1885, endast 32 år gammal. Han är begravd på Skellefteå landsförsamlings gamla kyrkogård, där en bronsrelief över honom finns uppsatt, modellerad av hans syster, konstnären Elin Hörnell.